# カトリック太田尾教会
カトリック太田尾教会（カトリックおおだおきょうかい）は、長崎県西海市大島町にある、キリスト教（カトリック）の聖堂。

## 解説
寛政年間に外海地方から塩田、太田尾、搭の尾、中戸、徳万に移住したといわれる。
キリシタン復活後、黒島、続いて佐世保の巡回地となり、1929年に現在の教会が出来た。